# Гау Зеримунт
Гау Зеримунт (на немски: Gau Serimunt) през Средновековието е гау-графство в Саксония-Анхалт.

## История
Територията е през 10 век е под управлението на Сорбите и е разположена между Заале, Мулде, Фуне и Елба и е източен съсед на Швабенгау. През средата на 10 век територията е завладяна от Геро I († 965), маркграф на Саксонската източна марка, и е под управлението на крал Ото I. Зеримунт заедно със съседното Швабенгау образува през 12 век по-късното княжеството Анхалт.

## Графове в Зеримунт
- Христиан († 950), маркграф в Швабенгау, от 945 г. граф и маркграф в гау Зеримунт
- Фолкмар I († пр. 961), граф в Харцгау и Зеримунт
- Титмар I († 978), от 944 г. граф в Швабенгау, от 965 г. маркграф на Нордмарк, от ок. 970 г. граф в Гау Зеримунт и от 976 до 978 г. маркграф на Маркграфство Майсен и Маркграфство Мерзебург
- Геро († 1015), граф в Гау Зеримунт, Швабенгау, от 992 г. в Хасегау и от 993 до 1015 г. маркграф на Марка Лужица
- Езико фон Баленщет († 1060), Аскани, граф на Баленщет, граф в Швабенгау и Зеримунт вер. 1059/1060
- Адалберт II фон Баленщет († 1080), граф на Баленщет, 1063 граф в Швабенгау и Зеримунт